# シャトル・マイハマ

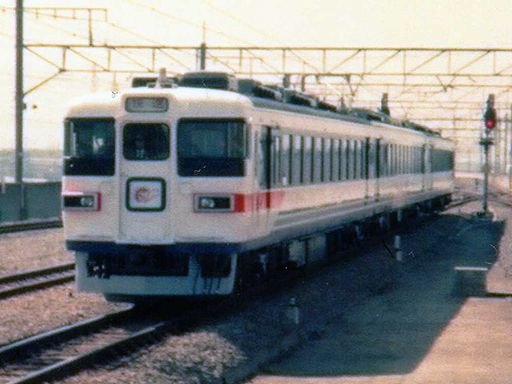
シャトル・マイハマ

シャトル・マイハマ(Shuttle Maihama)は、東日本旅客鉄道（JR東日本）が1990年（平成2年）から2001年（平成13年）まで保有していたジョイフルトレインと呼ばれる鉄道車両の一種および本車両を使用して京葉線・武蔵野線で運行されていた快速列車である。
本記事では主に車両について解説を行う。

## 改造の経緯
1988年（昭和63年）に京葉線南船橋 - 新木場間が開業。区間内に東京ディズニーランドへのアクセスを目的に舞浜駅が開設された。このためJR東日本では東京ディズニーランドの利用者輸送を目的として田町電車区（現・東京総合車両センター田町センター）所属の167系電車を改造した専用車両（通称：メルヘン車 H17・H18編成）を投入し、快速「メルヘン」として運行を開始した。
1990年3月10日の東京 - 新木場間延伸開業では、「メルヘン」とは別に東京 - 舞浜 - 西船橋間で東京ディズニーランド利用者輸送を目的とした快速「シャトル・マイハマ」の運行を計画。幕張電車区（現・幕張車両センター）所属の波動輸送用165系電車に大井工場（現・東京総合車両センター）が改造施工し、投入されたのが本編成である。

## 車両
制御装置や台車・機器などは従来のままとし、車体自体にも大掛かりな改造は行わず、内装や外部塗装など直接的なイメージアップにつながる部分の改造が中心である。また普通車扱いで、改造後の車両番号変更は未実施である。
|          | ← 東京西船橋 → |             |               |
| 号車番号 | 1              | 2           | 3             |
| 車両番号 | クハ165-194    | モハ164-852 | クモハ165-129 |
| イメージ | ファンタジー   | 冒険        | 未来          |

### 車体
先頭車前面では貫通路窓下にヘッドサインを設置。前照灯と尾灯は角型新形状のものを両裾に設置した。
側面窓については開口部の形状はそのままであるが、従来のユニット窓から1枚ガラスの固定窓に変更。
客用扉は各車とも前後にデッキ付片開き式2ドアをそのまま踏襲した。
車体塗装は白色に近いクリーム色を地色とし、前頭部車体裾全体に青色の帯を入れ、側面ではそ青帯の上に水色の帯を2本入れた。さらに前面から側面の前部にかけて京葉線のラインカラーである赤色を入れ、前面運転席・助士席と側面の窓周りを黒色に塗装。2号車の車体中央部には太陽をモチーフとしたイラストを入れ、インパクトを与えた。

### 車内
座席はすべて難燃性ビニールレザー張りとし、配置・配色は各車両ごとに異なる様式とした。各車とも変則的な座席配置が特徴で、乗降を円滑にするためどの座席も座面が跳ね上げ式とした。
1号車
ファンタジックなイメージを演出したピンク色系統の配色。
座席は劇場をイメージして床を2段とした上下段に1列ずつ、線路と平行に跳ね上げ式を2列設置とした48席が、京葉線基準で海側に向けられて配置される。
トイレ・洗面所を撤去し、跡に座席を設置。
2号車
冒険的なイメージを演出した黄色系統の配色。
両端部座席は通路を挟んで両側に2列ずつ座席を配した向かい合わせのボックスシート。中央部座席は窓側に向けて背中合わせに配置。
トイレは洋式に改装。
3号車
未来的なイメージを演出した青色系統の配色。
座席はすべて向かい合わせのボックスシートで、両端の仕切り壁付近の座席は通路を挟んで両側とも横2列ずつの配置となっているが、室内中央部の座席は通路を挟んで一方が横1列、他方が横3列の配置となっている。
トイレ・洗面所を撤去し、跡に座席を設置。
客室内の照明は従来の蛍光灯を撤去し、窓上に間接照明と天井にダウンライトを新設した。また間接照明に支障を来す荷物棚も撤去したほか、カーテンは従来のロールアップ式のままである。
東京ディズニーランドへのシャトル便として設定された列車であったため、下りの東京→舞浜間、上りの西船橋→舞浜間では車内で東京ディズニーランドのテーマソング『TOKYO DISNEY LAND IS YOUR LAND』をアレンジしたものや『ミッキーマウスマーチ』などのディズニー関係の音楽を流すサービスを実施していた。

## 運用

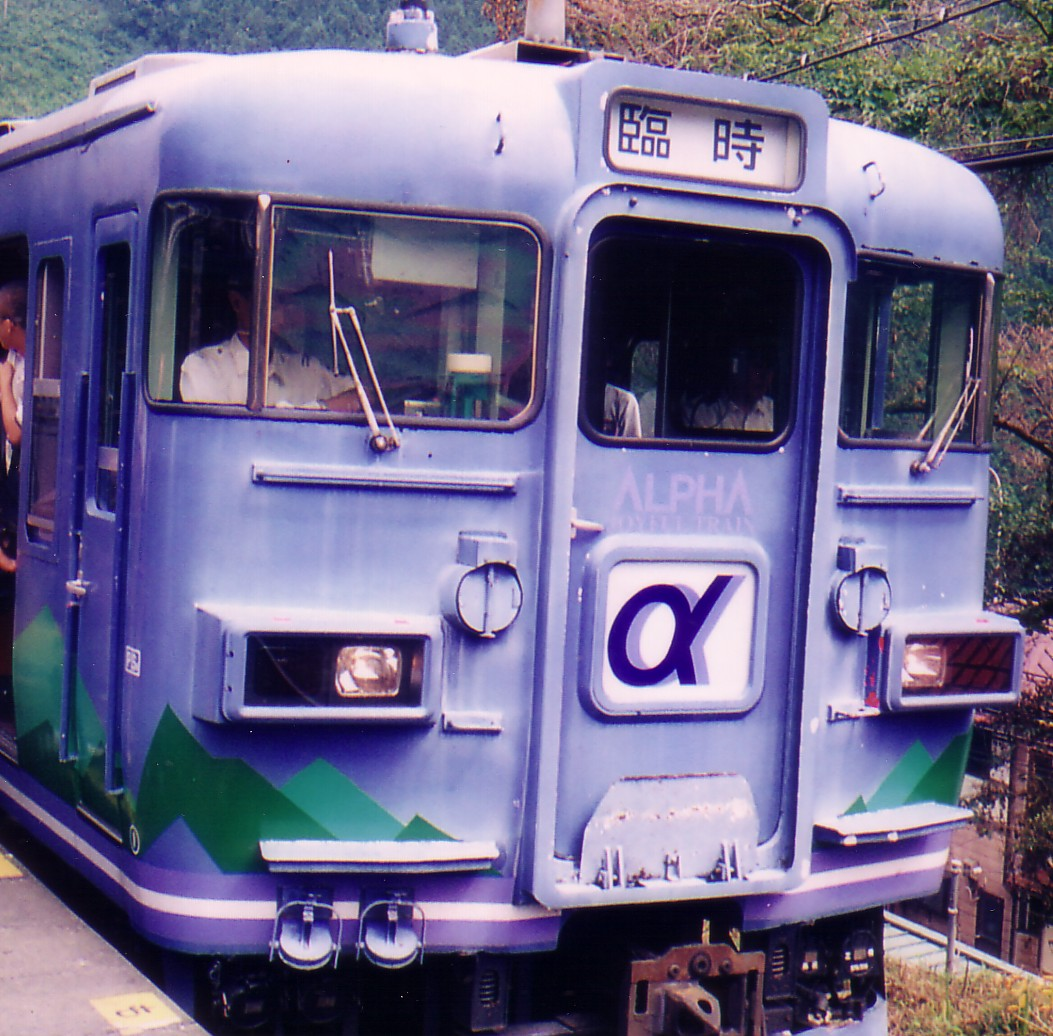
「アルファ」

引き続き幕張電車区に配置され、週末や長期休暇期間中などに「シャトル・マイハマ」専従で東京 - 西船橋間で運用された。停車駅は舞浜駅のみであった。
一時期は内房線・外房線内に延長運転も行われたが、定期列車の本数増加や輸送力不足のためか数年で設定がなくなった。
1995年（平成7年)には長野支社に貸し出され、信越本線長野 - 小諸間・大糸線松本 - 穂高間の定期列車に投入。
- 7月・10月の「信州循環列車」では、DD16形プッシュプルに電源車のスハフ12形を連結して非電化区間の小海線にも入線した。

「シャトル・マイハマ」廃止後の1995年12月20日付で上沼垂運転区（現・新潟車両センター）へ転属し「アルファ」と改称した。当初は塗装はほぼそのままだったが、1996年7月に長野総合車両所へ入場し青色基調の塗装に変更している。その後は新潟支社管内のスキー列車やホリデー快速「アルプ」のほか、首都圏内臨時列車でも運用された。
2001年（平成13年）5月8日に廃車となり、長野総合車両所（現・長野総合車両センター）で解体された。

## その他
2025年3月現在も東京駅京葉線ホーム2番線の線路、4番線の壁に「シャトル・マイハマ」の乗車口（乗車目標）が存在している。